# Alles Nichts Oder?!
Alles Nichts Oder?! war eine Comedy-Spielshow und erster Erfolg des damals noch jungen Kölner Privatfernsehsenders RTL. Die Moderatoren Hella von Sinnen und Hugo Egon Balder waren mit dieser Sendung zu deren Beginn sehr erfolgreich, obwohl sie anfangs noch mit kleinem Budget und minimaler Ausstattung arbeiten mussten. Das Produktionsteam setzte sich zusammen aus Rainer Bertram, Klaudi Fröhlich (Regie), Winni Gahlen (Produzent) sowie Jacky Dreksler, Klaus De Rottwinkel und Marie Reiners (Autoren). Es existiert eine Schallplatte, auf der die Gesangseinlagen der geladenen Sänger enthalten sind.

## Konzept
Grundidee der Sendung ist ein „Kindergeburtstag“ für Erwachsene. In jeder Sendung war ein prominenter Gast zu Besuch, der an wahnwitzigen, albernen und oft absichtlich „schwachsinnigen“ Spielen teilnehmen musste. Beide Moderatoren mussten sich gegen den jeweiligen Gast in verschiedenen Spielen behaupten. Nach einem verlorenen Spiel gab es eine Torte für den Gast, nach einem gewonnenen Spiel eine Torte für die Moderatoren Hella von Sinnen und Hugo Egon Balder. Nach meist 6 bis 8 Spielen gewann derjenige, der die wenigsten Torten für sich bestimmen konnte. Meist verloren die Gastgeber, die dann am Ende die Köpfe durch eine bemalte Pappwand mit zwei Löchern stecken mussten, um dann die Torten von ausgewählten Personen aus dem Publikum ins Gesicht geworfen zu bekommen. Gäste, die Torten ins Gesicht bekamen, waren unter anderem Harald Schmidt, Jürgen von der Lippe, Rex Gildo, sowie Klaus & Klaus. Bei Harald Schmidt und Klaus & Klaus war dies jedoch von Anfang an geplant.
Populär wurde die Sendung unter anderem wegen regelmäßig auftretender verbaler Schlagabtausche zwischen den Moderatoren. Diese siezten sich vor der Kamera und gifteten sich bei jeder sich bietenden Gelegenheit an. Typische Floskeln waren meist „Sie magersüchtiges Frettchen“ von Hella von Sinnen und „Sie kleine fette Schnecke“ von Hugo Egon Balder. Da er in dieser Zeit auf dem Sender auch mit der Show Tutti Frutti als Moderator zu sehen war, war dies ebenfalls ein regelmäßiges Ziel des Spottes von Frau von Sinnen. Aufsehen erregten außerdem die künstlerisch aufwendigen Kostüme Hella von Sinnens, die von den Kölner Kunststudenten Anne Jendritzko, Ralph Hazy Hartlieb und Silvia Boucké entworfen wurden.
Die Torten wurden stets von Tortengirl Regine hereingetragen, die ebenfalls abenteuerliche Kostüme trug. Die Torten waren nicht echt, sondern aus Lebensmittelfarbe und geschlagenem Eiweiß konstruiert. Vieles an der Sendung war improvisiert. Insbesondere die Anfangssequenz, in der Hella von Sinnen und Hugo Egon Balder debattierten, war nie abgesprochen. Als Satire zu den Mainzelmännchen des ZDF wurden ab Januar 1990 in der Werbepause oft die Heinzelmannen gesendet. Hierbei handelt es sich um kurze Clips, in denen unter anderem Klaus De Rottwinkel und Hannes Kopp Sketche vortrugen oder Werbespots verballhornten („Drei-Wetter-Saft“). Die nachfolgenden Jahresrückblicke wurden ebenfalls von ihnen präsentiert.

## Daten und Fakten
Von 1988 bis 1992 wurden von RTL 107 Sendungen zu je 60 Minuten produziert. Der ursprüngliche Ausstrahlungstermin ab der Erstausstrahlung am 8. April 1988 war freitags 23 Uhr. Ab 16. Juli 1988 wurde die Sendung immer samstags ab 22 Uhr nach dem Hauptabendprogramm im wöchentlichen Wechsel mit Dall-As gesendet. Zeitweilig wurden Sendungen sogar live produziert und gesendet. Wiederholungen der Sendungen liefen in den 1990er Jahren bis Anfang der 2000er-Jahre auf Super RTL, allerdings wurden einzelne Szenen, sowie der Abspann oft geschnitten.
Die erste Sendung wurde am 8. April 1988 mit Diether Krebs als Gast ausgestrahlt, die 107. und letzte Sendung erfolgte am 5. Dezember 1992 mit Frank Zander, Charles M. Huber, Wolfgang Völz, Eva Pflug, Tana Schanzara und Cleo Kretschmer. Die erste Live-Sendung wurde zu Beginn des Jahres 1990 mit Gaststar Wolfgang Völz ausgestrahlt. Durchschnittlich sahen 3,5 bis 4,0 Millionen Zuschauer die Sendung, zuletzt nur noch 1,5 bis 2,0 Millionen, was dann zur Absetzung Ende 1992 führte. Dazu gab es noch 7 Best Of-Sendungen, die – zusammengerechnet mit den normalen 107 Sendungen – zu maximal 114 Sendungen führten.
Die beiden Erfinder der Sendung Hugo Egon Balder und Jacky Dreksler wollten mit dem ungewöhnlichen Sendungstitel die ARD-Quizsendung Alles oder nichts verballhornen. Balder und Dreksler hatten den Titel schon 1983 für eine Kabarettsendung, in der beide auftraten, verwendet, die vom Hessischen Rundfunk ausgestrahlt wurde. Einer der Autoren der Sendung war Klaus De Rottwinkel, der viele Spiele für die Sendung erfand.

## Spiele
In der Sendung mussten die Gäste mehrere Aufgaben erfüllen, um zu gewinnen. Einige der Spiele wurden immer wieder gespielt, andere seltener oder nur einmal. Einige Spiele waren sogar speziell für den jeweiligen Gast entwickelt worden. Am Ende stand ein aufwändigeres Finalspiel, das sich von Staffel zu Staffel und manchmal auch bei einzelnen Gästen änderte.
10 Fragen
10 Fragen war kein Spiel und es gab demnach auch keine Torte. Meist anfangs auf der Couch stellten die Moderatoren dem Gast zehn Fragen, auf die er nur mit „Ja“ oder „Nein“ antworten durfte. Einmal durfte er einen Joker setzen und eine Frage unbeantwortet lassen. Die Fragerei diente dabei mehr dem Kennenlernen des Gastes. Es wurde seit dem Besuch Günther Jauchs abgehalten, der dies in seiner Show Stern TV genauso praktizierte.
Zungenbrecher
Das Spiel Zungenbrecher wurde während der gesamten Sendereihe gespielt. Der Gast musste einen Zungenbrecher dreimal möglichst fehlerfrei aufsagen. Das Konzept wurde später variiert, sodass der Gast einen Tischtennisball in den Mund nehmen und so einen Zungenbrecher zu Hella von Sinnen oder Hugo Egon Balder sagen musste. Erkannten sie den Satz nicht, gab es einen Punkt. Erkannten sie ihn, konnte der Punkt zurückgewonnen werden, indem der Gast den Ball in eine Tonne spuckte. Falls es sich um ein Gästepaar handelte, mussten diese sich gegenseitig die Zungenbrecher erzählen und erkennen. Höhepunkt dieser Spielrunde war oftmals die sinnlose Wortfolge "Wachsmaske – Messwechsel, Messwechsel – Wachsmaske", die dreimal wiederholt werden musste.
Zitate
Nicht unbedingt einfach war das Erraten, welche Person ein bestimmtes Zitat gesagt habe. Die Moderatoren gaben abwechselnd fünf – teils sehr skurrile – Zitate vor und drei mögliche Urheber; in ebenfalls manchmal grotesken Situationen. Der Gast musste drei richtig erraten.
Pantomime
Sehr häufig mussten in Spielen Begriffe pantomimisch dargestellt und vom Publikum oder Partner erraten werden. Regelmäßig wurde ein Pantomimespiel meist am Anfang der Sendung gespielt. Hugo Egon Balder bediente dabei immer einen symbolisierten Gong, während Hella von Sinnen dem Gast die Begriffe reichte. Gästepaare mussten meist eine Doppelpantomime leisten, bei denen ein zusammengesetzter Begriff aufgeteilt dargestellt werden musste. In den ersten Sendungen war vom Publikum aus versehentlich ein Kontrollmonitor zu sehen, auf dem das aktuelle Fernsehbild eingeblendet war. Dadurch konnten diese die Begriffe eingeblendet sehen. In späteren Sendungen wurde diese Möglichkeit entfernt.
Schüttelreim
Bei diesem relativ einfachen Spiel mussten Schüttelreime vervollständigt werden. Hella von Sinnen oder Hugo Egon Balder trugen den Reim vor, die letzten beiden Wörter musste der Gast daraus herleiten.
Märchen
Ein Spiel war das Erraten von Märchen, welche von Hella von Sinnen und Hugo Egon Balder vorgetragen wurden. Klaus De Rottwinkel hatte hierbei bekannte Märchen der Brüder Grimm, von Hans Christian Andersen und anderen satirisch und in Reimform umgesetzt. Viele davon sind im Buch zur Show enthalten. In den späteren Staffeln wurde die lange Reimform der Gedichte zugunsten kürzeren Vorträgen als Limericks aufgegeben.
Vahne forn
Bei diesem Spiel mussten die Gäste Länder erraten, die durch witzige Comicbilder in Form von Fahnen stilisiert waren. Zum Beispiel zeigt eines der Bilder Frank Elstner, wie er im Geld schwimmt. Das gesuchte Land ist also Frank + ist reich = Frankreich. Dieses Spiel wurde später ebenfalls in abgewandelter Form weiter gespielt. Viele der Bilder stammen auch hier von Klaus De Rottwinkel.
Welches Tier versteckt sich hier
Es wurden Gegenstände ins Studio gebracht oder Szenen dargestellt. Dabei musste erraten werden, welcher Tiername hierbei repräsentiert wird. Später wurde das Spielprinzip auf alle möglichen Themengebiete erweitert. Dieses Spiel war im Prinzip eine Variante von Vahne forn. Beispiel: Es sollten berühmte Buchtitel erraten werden.
1. Eine Frau bringt eine rote Rose herein, an der ein großes Namensschild hängt. Buchtitel: Der Name der Rose
2. Eine Biberpuppe mit Schlitzaugen und chinesischem Hut wird herein gefahren. Buchtitel: Die Bibel

Röntgenbild
Auf einer beleuchteten Fläche eines stilisierten Röntgenapparates wurden dem Gast angebliche Röntgenbilder präsentiert. Der Gast musste erraten, wen oder was das Bild darstellt. Es handelte sich natürlich nicht um echte Röntgenbilder, sondern um von Klaus De Rottwinkel comichaft gezeichnete Bilder, die mitunter Hinweise auf das Bild enthielten, die man eher nicht auf Röntgenbildern antrifft. So musste beispielsweise einmal Frankensteins Monster erraten werden – dargestellt von Boris Karloff. Das Röntgenbild stellte das Skelett als eine Ansammlung von Schrottgegenständen dar.
Witz mit Störung
In diesem Spiel sammelten Hella von Sinnen oder Hugo Egon Balder zunächst wahllos Begriffe im Publikum und schrieben diese auf große Blätter. Danach erzählte der Gast einen (längeren) Witz und die Zeit dafür wurde gestoppt. Hella von Sinnen oder Hugo Egon Balder mussten diesen Witz dann nacherzählen, dabei aber die Begriffe (Zitat Balder:) „ad hoc“ sinnvoll einbauen, die ihnen zufällig hingehalten wurden. Schafften sie es nicht, den Witz in der vorgegebenen Zeit nachzuerzählen, gewann der Gast. Dieses Spiel wurde mehrfach abgewandelt. Anfangs gaben sich Hella von Sinnen oder Hugo Egon Balder den Witz vor, doch seit Alfred Biolek, der darauf bestand, seinen eigenen Witz zu erzählen, übernahm dies fortan der Gast.
Schwampf
Die Moderatoren gaben mehrere Sätze vor, die der Gast sinngemäß vervollständigen musste. Dabei musste man aber den ersten Satz mit Schwampf und alle weiteren Sätze mit der Antwort des jeweils vorhergehenden Satzes ergänzen. Man musste sich also die eigentlich richtige Antwort merken für den nächsten Satz und als Antwort die richtige Antwort des vorhergehenden Satzes sagen. Einige Gäste, insbesondere Joy Fleming, hatten mit diesem Spielkonzept Probleme.
Kofferpacken
Es wurde im Wesentlichen das Spiel Kofferpacken gespielt, jedoch mussten alle Dinge, die eingepackt wurden zusätzlich pantomimisch dargestellt werden. Es gewannen entweder Hella und Hugo, sobald der Gast sich vertat, oder der Gast, wenn einer der Moderatoren einen Fehler machte. Der Running Gag dieses Spiels war, dass Hugo Egon Balder öfter einen Kondomautomaten mitnahm.
Fernseher / Anrufbeantworter
Hella von Sinnen und Hugo Egon Balder parodierten eine Fernsehsendung oder Werbespot, der Gast musste diese erraten. Später dann mussten Prominente anhand ihres (angeblichen) Anrufbeantworterspruches erraten werden, ebenfalls wieder satirisch von den Moderatoren vorgetragen.
Telefonspiel
Bei diesem ersten Finalspiel wurde eine Nummer zufällig aus einem beliebigen Telefonbuch Deutschlands herausgesucht und der entsprechende Teilnehmer angerufen. In einer festgesetzten Zeit (2 Minuten) musste der Gast den Angerufenen von seiner Identität überzeugen. Das Spiel war gewonnen, wenn der Angerufene sinngemäß sagte: „Ja, ich glaube, dass Sie ... sind.“ Die Telefonbücher waren anfangs in einer Art Hängetisch angeordnet. Später wurde eine große drehbare Ananas gebaut, in welche die Telefonbücher wie in ein Regal eingestellt werden konnten.
Riskant!
Dieses Spiel wurde in Anlehnung an die gleichnamige RTL-Spielshow Riskant! seit dem Besuch deren Moderators Hans-Jürgen Bäumler öfters gespielt. Der Gast musste auf eine gegebene Antwort eine möglichst witzige Frage stellen. Hier entschied oft mehr die Originalität der Frage über einen Punkt als die vorgegebene Lösung.
Reise nach Jerusalem
Die Reise nach Jerusalem wurde ebenfalls in den späteren Staffeln gespielt. Als Sitzgelegenheiten kamen Sitzsäcke zum Einsatz, bei denen Hella von Sinnen vielmals Probleme mit ihren Kostümen hatte. Gespielt wurde außer mit dem Gast und den Moderatoren mit mehreren Leuten aus dem Publikum. Der Gast gewann, wenn Hella von Sinnen und Hugo Egon Balder aus dem Spiel ausschieden.
Kommando Trommele
Gegen Ende der Showserie wurde dieses Spiel häufig gespielt. Beim Kommando Trommele (auch bekannt als Alle Vögel fliegen hoch) spielten Hugo Egon Balder und der Gast gegeneinander, unterstützt mit jeweils zwei Leuten aus dem Publikum. Hella von Sinnen war immer die Spielleiterin und gab Tiere oder Gegenstände vor, die angeblich hochfliegen. Die Mitspieler, die sich verkehrt entschieden, schieden aus dem Spiel aus und mussten ein während des Spiels getragenes Partyhütchen abnehmen. Verloren hatte das Team, das keine aktiven Mitspieler mehr besaß. Das eigentliche Highlight dieses Spiels waren dabei immer die Debatten zwischen Hella von Sinnen und Hugo Egon Balder, ob etwas fliegen könne oder nicht. Siehe auch Pfänderspiel.
Das Spiel-Spiel
In der letzten Staffel musste der Gast gegen die beiden Moderatoren in einem großen Würfelspiel gewinnen. Der jeweils andere Co-Moderator stellte je nach Würfelergebnis Aufgaben oder Fragen. Das Spiel erinnerte an eine Mischung aus Mensch ärgere Dich nicht und Monopoly mit Aktionsaufgaben. Später wurde diese Idee in der Sat.1-Sendung Promi ärgere Dich nicht – wieder mit dem Moderationsduo Hella von Sinnen und Hugo Egon Balder – als eigenes Showkonzept neu aufgelegt.
Der Name „Spiel-Spiel“ war eine Anspielung auf den „Film Film“ des Konkurrenzsenders Sat.1, welcher für den großen Freitagabendfilm diesen eigentümlichen Namen wählte.
Puppenhaus
Dieses war über lange Zeit das Endspiel. Der Gast musste in einer zweistöckigen individuell gestalteten Kulisse von Hella von Sinnen vorgetragene Anweisungen erfüllen. Hugo Egon Balder begleitete das Geschehen derweil am Klavier. Das Puppenhaus stellte jeweils ein (meist zum Gast) thematisch bezogenes Ambiente dar; z. B. war das Puppenhaus bei Uwe Friedrichsen wie die Sesamstraße dekoriert und Statisten waren wie bekannte Einwohner daraus kostümiert.
Der Gast musste nun schauspielerisch und zu den Anweisungen Hella von Sinnens im Spielgeschehen mitwirken. Zusätzlich musste er sich Gegenstände merken und wiedererkennen, welches in verschiedenen Varianten geschah. Anfangs musste der Gast sich mehrere Gegenstände merken, die ihm während des Spiels dann in dreifacher Ausführung mit leichten Unterschieden präsentiert wurden. Es galt dann natürlich, den richtigen Gegenstand heraus zu fischen.
Später wurde das Merkkonzept umgedreht. Der Gast musste von Hella von Sinnen benannte Gegenstände aus dem Geschehen mitnehmen. Diese Gegenstände wurden in ein Regal einsortiert, welches als eine große Eiswaffel dekoriert war. Nun hatte der Gast Zeit, sich die Position der Gegenstände in der Waffel einzuprägen. Danach wurde die Waffel gedreht und der Gast sah sie nun von der anderen Seite, wo die Fächer mit Tüchern bedeckt waren. Hugo Egon Balder spielte nun wieder Klavier und Hella von Sinnen sang in Reimform auf, welche Gegenstände aus der Waffel geholt werden mussten. Schwierig war dies vor allem, da durch die Drehung der Waffel nun rechts und links vertauscht waren.
Der Spielteil mit dem Sicheinprägen von Gegenständen in der Eiswaffel wurde bereits in der ersten Staffel separat verwendet und für das Puppenhaus später reanimiert. Doch in den letzten Sendungen mit dem Puppenhaus wurde der Einprägeteil ganz weggelassen und es mussten nur noch spezielle Aufgaben erfüllt werden, was dann im Spiel-Spiel fortgeführt wurde.
In der Zeit des Einprägens präsentierte sich Hella von Sinnen meist mit einer Rede an die Nation – einer Art privatem Forum – und tänzelnden Bewegungen, dem sogenannten Tschaka Tschaka (Musik von Dieter Reith) an ihr Publikum. Als der Einprägeteil wegfiel, präsentierte sie dies bei jeder sich bietenden Gelegenheit. Meist war Hugo Egon Balder in irgendeiner Form mit involviert.

## Sendungen/Gäste
1. 8. April 1988: Diether Krebs
2. 22. April 1988: Heidi Brühl
3. 6. Mai 1988: Frank Zander
4. 20. Mai 1988: Wolfgang Fierek
5. 3. Juni 1988: Heide Keller
6. 24. Juni 1988: Lotti Krekel
7. 8. Juli 1988: Inga Humpe
8. 16. Juli 1988: Sepp Maier
9. 30. Juli 1988: Carlo Thränhardt
10. 13. August 1988: Brigitte Mira
11. 27. August 1988: Andy Borg
12. 24. September 1988: Sigi Harreis
13. 8. Oktober 1988: Chris Howland
14. 22. Oktober 1988: Ilse Werner
15. 5. November 1988: Pit Krüger
16. 19. November 1988: Hape Kerkeling
17. 3. Dezember 1988: Barbara Valentin
18. 17. Dezember 1988: Bernhard Brink
19. 14. Januar 1989: Joy Fleming
20. 28. Januar 1989: Heinz Schenk
21. 11. Februar 1989: Werner Böhm
22. 25. Februar 1989: Edith Hancke
23. 11. März 1989: Gerd Vespermann
24. 25. März 1989: Angelika Milster
25. 29. April 1989: Tana Schanzara
26. 13. Mai 1989: Bata Illic
27. 27. Mai 1989: Sibylle Nicolai
28. 10. Juni 1989: Kurt Weinzierl
29. 24. Juni 1989: Elisabeth Volkmann
30. 8. Juli 1989: Guido Baumann
31. 22. Juli 1989: Carmen Thomas
32. 5. August 1989: Hanns-Dieter Hüsch
33. 19. August 1989: Ingrid van Bergen
34. 2. September 1989: Geert Müller-Gerbes
35. 16. September 1989: Domenica Niehoff
36. 30. September 1989: Jürgen von der Lippe
37. 14. Oktober 1989: Margarethe Schreinemakers
38. 28. Oktober 1989: Tony Marshall
39. 11. November 1989: Dunja Rajter
40. 25. November 1989: Björn-Hergen Schimpf als „Karlchen“
41. 9. Dezember 1989: Drafi Deutscher
42. 23. Dezember 1989: Ingolf Lück
43. 6. Januar 1990: Grit Boettcher
44. 3. Februar 1990: Wolfgang Völz
45. 17. Februar 1990: Elke Heidenreich
46. 3. März 1990: Frank Laufenberg
47. 17. März 1990: Lotti Huber
48. 31. März 1990: Wolfgang Lippert
49. 14. April 1990: Alfred Biolek
50. 28. April 1990: Roberto Blanco
51. 12. Mai 1990: Alice & Ellen Kessler
52. 26. Mai 1990: Margot Werner
53. 9. Juni 1990: Michael Holm
54. 23. Juni 1990: Alice Schwarzer
55. 7. Juli 1990: Thomas Freitag
56. 21. Juli 1990: Petra Schürmann
57. 4. August 1990: Heino
58. 18. August 1990: Mary (Georg Preuße)
59. 1. September 1990: Hans-Jürgen Bäumler
60. 15. September 1990: Cleo Kretschmer
61. 29. September 1990: Max Schautzer
62. 13. Oktober 1990: Peter Kraus
63. 27. Oktober 1990: Nino de Angelo
64. 10. November 1990: Christine Schuberth
65. 24. November 1990: Klaus & Klaus (Klaus Büchner & Klaus Baumgart)
66. 8. Dezember 1990: Marianne Rosenberg
67. 19. Januar 1991: Paul Kuhn
68. 2. Februar 1991: Evelyn Künnecke
69. 16. Februar 1991: Günther Jauch
70. 2. März 1991: Carlo von Tiedemann
71. 16. März 1991: Hildegard Knef
72. 30. März 1991: Bill Ramsey
73. 13. April 1991: Heidi Kabel
74. 27. April 1991: Rex Gildo
75. 11. Mai 1991: Thomas Piper
76. 25. Mai 1991: Anita Kupsch
77. 8. Juni 1991: Sabine Sauer
78. 22. Juni 1991: Uwe Friedrichsen
79. 14. September 1991: Nina Hagen
80. 28. September 1991: Harald Schmidt
81. 12. Oktober 1991: Werner Schulze-Erdel
82. 26. Oktober 1991: Marijke Amado
83. 9. November 1991: Jörg Knör
84. 23. November 1991: Annemarie Wendl
85. 7. Dezember 1991: Die Jacob Sisters (Eva, Johanna, Rosi, Hannelore)
86. 21. Dezember 1991: Harry Wijnvoord
87. 11. Januar 1992: Erika Berger
88. 18. Januar 1992: Marlene Jaschke (Jutta Wübbe)
89. 25. Januar 1992: Ron Williams
90. 1. Februar 1992: Volker Lechtenbrink
91. 29. Februar 1992: Mary Roos
92. 14. März 1992: Diether Krebs als "Der Martin"
93. 28. März 1992: Carmen Nebel
94. 11. April 1992: Helge Schneider
95. 25. April 1992: Jochen Pützenbacher
96. 9. Mai 1992: Ute Mora
97. 23. Mai 1992: Jürgen Drews
98. 6. Juni 1992: Ulla Meinecke
99. 20. Juni 1992: Martin Semmelrogge
100. 5. September 1992: Lilo Wanders
101. 19. September 1992: Ilona Christen
102. 3. Oktober 1992: Jochen Schroeder
103. 10. Oktober 1992: Manfred Tauchen als „Die Gailtalerin“
104. 24. Oktober 1992: Ottfried Fischer
105. 7. November 1992: Pit Weyrich & Heinz Schenk
106. 21. November 1992: Klaus & Klaus
107. 5. Dezember 1992: Charles M. Huber, Eva Pflug, Frank Zander, Cleo Kretschmer, Wolfgang Völz, Tana Schanzara

Specials
- 25. Dezember 1988: Best of 1988 – Teil 1
- 24. Juli 1989: Best of 1988 – Teil 2
- 20. Januar 1990: Best of 1989
- 22. Dezember 1990: Das Beste aus 1990
- 5. Januar 1991: Das Schlechteste aus 1990
- 4. Januar 1992: Best of 1991
- 31. Dezember 1992: Das Beste aus 5 Jahren Alles Nichts Oder?!